# TT192

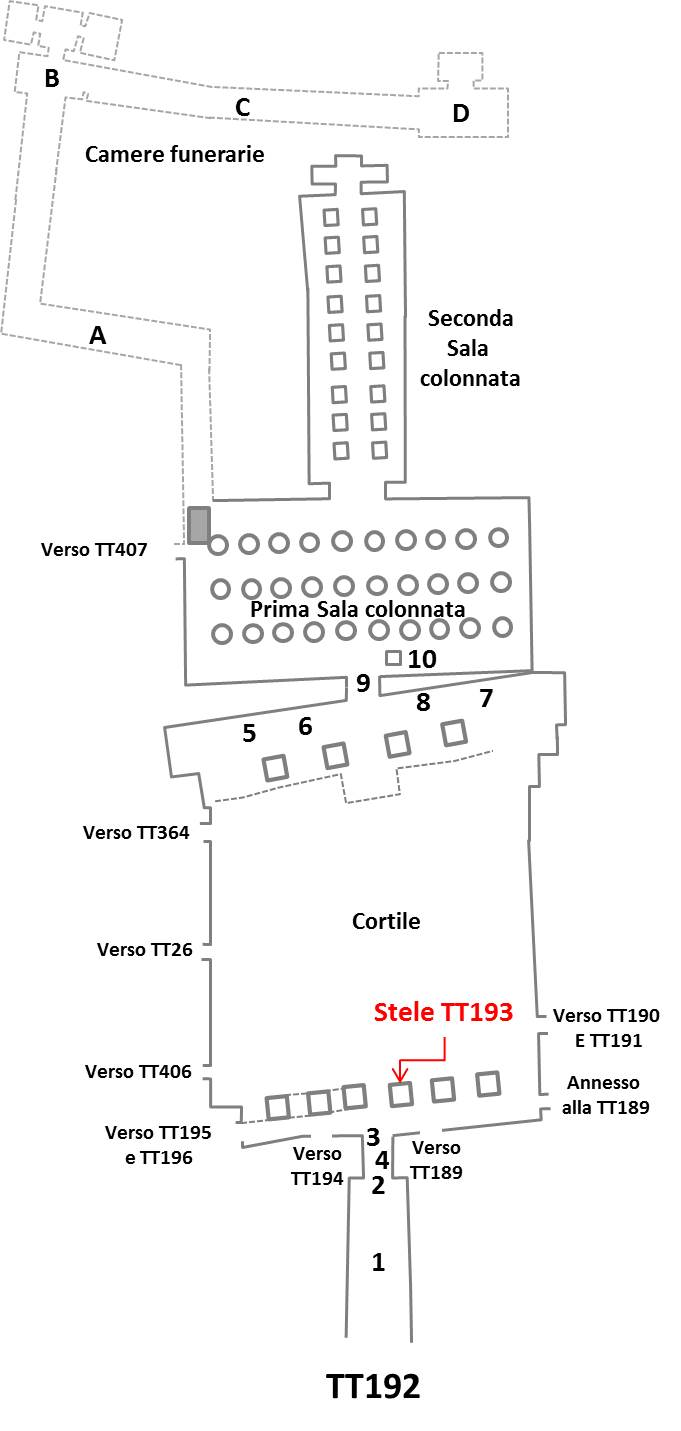
Plan des Grabes des Cheruef

Das Grab TT192 (engl. Theban Tomb 192 = Thebanisches Grab Nr. 192) befindet sich in der Nekropole von al-Asasif in Theben-West in Ägypten. Es gehörte Cheruef, dem Sedfest-Leiter von Amenophis III. und wäre bei seiner Vollendung mit 196 m Länge das größte Grab der 18. Dynastie geworden.
Eine Rampe führte in einen 30 × 30 m großen offenen Hof, der von allen Seiten mit 10 × 11 / 12 kannelierten Säulen umgeben war. Dahinter folgte ein Breitraum, der unüblicherweise zu einem riesigen Säulensaal mit zehn kannelierten und 2×10 Papyrusbündelsäulen ausgebaut wurde. In die Tiefe führte ein Korridor mit einer Doppelreihe von zehn Papyrusbündelsäulen. Dieser öffnete sich in Kultkapellen, die an drei Seiten von Statuennischen umgeben waren. Aus der Säulenhalle führte ein steiler Korridor mit dreimaligem Richtungswechsel in die 40 m unter dem Felsen gelegene Grabkammer. Das Grab ist unvollendet geblieben und heute stark beschädigt.